# Carl Hierholzer
Carl Hierholzer (né le 2 octobre 1840 et mort le 13 septembre 1871) est un mathématicien badois.
Il a, entre autres, prouvé qu'un graphe possède un chemin eulérien, seulement s'il est connexe et possède soit zéro soit deux sommets de degré impair. Ainsi, il a démontré que les conditions proposées par Euler pour résoudre le problème des sept ponts de Königsberg, sont suffisantes.